# Top Gear
«Топ Ґір» (від англ. Top Gear, що перекладається як Вища передача) — популярне британське розважальне телевізійне шоу на автомобільну тему, що має суперечливу репутацію.

## Аудиторія
Аудиторія в 170 країнах офіційної трансляції становить близько 350 мільйонів глядачів. Також кожна серія завантажується з файлообмінних мереж близько 300 тисяч разів.
В Україні трансляції «Топ Ґір» відбувалися на телеканалах «1+1» - з 1 вересня 2007 року і впродовж 2008 року, щосуботи о 7:00 ранку та 4:50 ранку повтор минулої програми, трансляція велася багатоголосим перекладом українською мовою від студії «1+1». 
На «Мега» з багатоголосим перекладом українською мовою студії «Так Треба Продакшн», на «Першому автомобільному» українською мовою, та на «2+2» багатоголосим перекладом російською мовою студії «1+1», та на каналі UA: Культура з 20 грудня 2021 року. 
На Першому автомобільному вперше на пострадянському просторі можна було переглянути в хронологічному порядку сезони 2002—2007 років. Також «Перший автомобільний» восени 2010 року, розпочав показ 15 та 16 сезонів, що не були ще показані в жодній з країн світу, окрім Великої Британії. 
Український телеканал «Республіка» розпочав показ 19 сезону 8 травня 2013 року о 22:45.

## Закадрове озвучення

#### Українське багатоголосе закадрове озвучення студії «1+1»
Ролі озвучували: Олександр Ігнатуша, Андрій Твердак і Тетяна Антонова

#### Українське багатоголосе закадрове озвучення студії «Так Треба Продакшн»
Ролі озвучували: Юрій Гребельник, Володимир та Дмитро Терещуки, Світлана Шекера

#### Українське багатоголосе закадрове озвучення телеканалу «Перший автомобільний»
Ролі озвучували: Олесь Гімбаржевський, Олег Стальчук, Андрій Твердак і Тетяна Антонова

#### Російське багатоголосе закадрове озвучення студії «1+1»
Ролі озвучували: Ярослав Чорненький, Євген Пашин, Олег Лепенець і Андрій Твердак

## Історія
Перші випуски «Топ Ґір» вийшли 1977 року. Це була передача у форматі тележурналу, який протягом довгого часу не змінювався. Проте, 2002 року відбувся перезапуск циклу, в результаті якого з'явився сучасний «Топ Ґір»  — з гумором, приколами та фірмовими тестами. Передачу стали вести Джеремі Кларксон, Річард Гаммонд, Джеймс Мей та секретний водій-випробувач на прізвисько Стіг. Спочатку програма почала транслюватись у Великій Британії на телеканалі BBC Two, а із 14 сезону трансляції у високій роздільній здатності почалися також на BBC HD.
2001 року Бі-Бі-Сі хотіла закрити передачу, але Джеремі Кларксон, який допоміг їй в первісному форматі досягти свого піку в 1990-х, разом з продюсером Енді Вілменом запропонували каналу створити для «Топ Ґіру» новий формат. 2002 року почалося створення першого сезону. Місцями знімання «Топ Ґіру» стали летовище Дансфолд і бізнес-парк в Веверлі, графство Суррей. В ангарі розмістили студію, де збирають велику аудиторію. На злітній смузі і частині рульових доріжок створили свою знамениту трасу.
Новий формат серій включає багато суттєвих змін у порівнянні зі старим. Передача стала тривати одну годину, основних ведучих стало троє. У першому сезоні ними стали Джеремі Кларксон, Річард Гаммонд і Джейсон До, якого в другому сезоні замінив Джеймс Мей. Крім того, у передачі бере участь спеціально запрошений водій-випробувач Стіг, який завжди в захисному шоломі та одягнений у білий костюм. У передачі з'явилася «Стіна крутості», «Новини», «Зірка в бюджетному автомобілі», «Найкраще коло „Top Gear“», різні випробування, перегони тощо.
На початку 2006 року Бі-Бі-Сі планувала перемістити студію з Дансфолда в село Енстон, графство Оксфордшир, для знімання восьмого сезону передачі «Топ Ґір», але не отримала дозволу ради Західного Оксфордшира через шум і забруднення. Попри відсутність дозволу на продовження знімання у Дансфолді сезон було розпочато саме там. У цьому сезоні оновилися деякі елементи студії та автівка в розділі «Зірка в бюджетному автомобілі» — на зміну Suzuki Lian'и прийшла Chevrolet Lacetti.
20 вересня 2006 року Річард Гаммонд на швидкості 288 миль на годину (464 км/год) потрапив в аварію на випробувальному полігоні Топ Ґіру, керуючи турбореактивною автівкою для дрег-рейсінгу «Вампір». Це було знімання спеціальної серії. Бі-Бі-Сі відклала всі передачі за участю Гаммонда до його одужання. Після врегулювання питань безпеки і закінчення розслідування керівники каналу дозволили продовжувати передачу. Знімання поновили 5 жовтня 2006 року. Дев'ята серія, в якій був момент з аварією Гаммонда, вийшла 28 січня 2007. Ця серія зібрала аудиторії більше, ніж фінальний епізод реаліті-шоу «Великий брат», а остання серія сезону зібрала аудиторію у 8 мільйонів осіб (найбільший рейтинг на BBC Two за десятиліття).

1 сезон (верхнє фото, зліва направо): Джейсон До, Річард Гаммонд та Джеремі Кларксон.
2 сезон (нижнє фото, зліва направо): Джеймс Мей, Річард Гаммонд та Джеремі Кларксон.

Спеціальна серія «Polar Special» вийшла 25 липня 2007 року у форматі HD. Старт гонки був у Канаді з самого північного поселення Резольют, фініш — Північний магнітний полюс. Джеймс Мей та Джеремі Кларксон подорожували на спеціально підготовленій Toyot'і Hilux, а Річард Гаммонд — на собачих упряжках. Подолавши чимало труднощів, Мей і Кларксон досягли мети.
9 вересня 2007 року «Топ Ґір» брала участь в 24-годинних перегонах Britcar на трасі Сільверстоун. Всі ведучі, а також Стіг, були пілотами вживаного дизельного BMW 330. Вони стали 3-ми в класі і 39-ми в загальному заліку. Автомобіль використовував біопаливо, яке ведучі вирощували в одній із попередніх передач.
2008 року вийшло шоу «Top Gear Live». Це живе пересувне шоу з учасниками програми. Тур розпочався 30 жовтня 2008 року з Ерлс Корт, Лондон, і закінчився в Бірмінгемі. Також тур побував у 15 країнах. У передачі намагалися виконати багато трюків, влаштовували різні змагання, використовуючи різні ефекти. Також запрошували різних знаменитих гонщиків.
Чотирнадцятий сезон вийшов восени 2009 року. Цей сезон критикувало багато глядачів, звинувачуючи ведучих у передбачуваності, використанні старих кліше і одноманітному гуморі. У передачі «Точка Зору» 13 грудня 2009 Дженіс Гедлов, керівниця BBC Two, сказала, що критика безпідставна, оскільки аудиторія передачі залишається величезною.
Проте 20 грудня Енді Вілмен визнав, що ведучі «занадто експлуатують свої телевізійні образи», і додав:
«Можна чесно собі зізнатися, що „Топ Ґір“ в поточному форматі ближче до кінця, ніж до початку, і наше завдання — посадити цей літак без шкоди для його статусу. За іронією, тим не менш, це означає, що до кінця шоу нам ще належить шукати нові маршрути, навіть якщо ми облажаємося, тому що, загалом, це означає, що ми не перестаємо старатися».
Проте спеціальний випуск телевізійного журналу «60 хвилин» показуючи Кларксона, Гаммонда та Мея залучила 16 млн глядачів у жовтні 2010 року (найвища аудиторія шоу у 2010 році), що характеризує популярність «Топ Ґіру».
15 сезон показували у Великій Британії із 27 червня 2010 року по 1 серпня 2010 року на каналах BBC Two та BBC HD.
16 сезон показувався із 26 грудня 2010 по 27 лютого 2011 року. У ньому знову змінили авто в рубриці «Зірка в бюджетному автомобілі», цього разу на Kia Cee'd.
17 сезон розпочався 26 червня 2011 року.
18 сезон розпочався 29 січня 2012 року.
19 сезон розпочався 1 лютого 2013 року.[джерело?]
20 сезон почали транслювати 30 червня 2013 року. Який складався з 6 студійних епізодів та одного спеціального випуску «Top Gear The perfect Road Trip».
Трансляція 21 сезону розпочалася 2 лютого 2014 року. Сезон складався з 7 епізодів (5 звичайних та 1 спеціальний випуск, що був розділений на дві частини).
Станом на 16 березня 2014 року телеканал BBC Two завершив трансляцію 21 сезону. Згідно з повідомленням одного з ведучих — Джеремі Кларксона, в своєму Твіттері, розпочали знімання наступного сезону, а вихід на телеекрани відбудеться ймовірно влітку 2014 року.
17 листопада 2014 року вийшла на DVD нова серія «Top Gear The Perfect Road Trip 2».
Трансляція 22 сезону розпочалася з показу двосерійного спеціального випуску Top Gear в Патагонії, показали 27 та 28 грудня на BBC Two.
25 січня 2015 року розпочнеться трансляція студійних епізодів Top Gear. Як повідомив Енді Вілмен (продюсер шоу) 22 сезон буде складатися з 1 спеціального випуску (2-х серійний Top Gear Patagonia Special) та 10 основних епізодів.
В 2015 році було звільнено одного з ведучих шоу — Джеремі Кларксона (за бійку з заступником продюсера), за ним шоу покинули Джеймс Мей, Річард Гаммонд та виконавчий продюсер Енді Вілмен.
30 липня 2015 року Джеремі Кларксон, Річард Гаммонд та Джеймс Мей повідомили у Твіттері про заключення контракту з Amazon Prime на створення 3-х сезонів нового автомобільного шоу, назву якого поки не поточнили.
30 листопада 2015 року стало відомо, що Top Gear повернеться на екрани 8 травня 2016 року. Сезон буде складатися з 16 епізодів.
24 грудня 2015 року було названо імена нових ведучих, які приєднаються до Кріса Еванса, ними стали Кріс Харіс — британський автожурналіст, Сабіна Шмітц — німецька гонщиця (відома як «Королева Нюрбургрінгу» та колишня ведуча D-Motor) та Девід Култхард — шотландський автогонщик, екс-пілот команди Формули-1.
11 травня 2016 року екс-ведучі Top Gear — Джеремі Кларксон, Річард Гаммонд та Джеймс Мей оголосили назву свого нового шоу для Amazon Prime — The Grand Tour.
5 липня 2016 року — Кріс Еванс звільнився з Top Gear. Про це він повідомив у своєму твіттері: «Йду з Top Gear. Я віддав шоу все що міг, проте іноді цього недостатньо. Команда телешоу більш ніж прекрасна. Я бажаю їм подальших успіхів».
23 березня 2022 BBC була змушена зупинити зйомки 34 сезону після автомобільної аварії, яка призвела до отримання важких травм ведучого Фреді Флінтофа.
21 листопада 2023 році телекомпанія BBC вирішила закрити телешоу Топ Гір на невизначений термін, через важку отриману травму Фреді Флінтофа - одного з ведучих оновленої версії програми.
На 2024 рік немає ніяких відомостей про відновлення телевізійної версії популярної програми Топ Гір. Він існує як ютуб канал, та інтернет журнал.

## Ведучі

### Джеремі Кларксон
Джеремі Кларксон, народився 11 квітня 1960 року в Донкастері, — найскандальніший, провокаційний, неполіткоректний, цинічний і брутальний журналіст Великої Британії. Кларксон здобув популярність перш за все як автомобільний журналіст і ведучий програми «Топ Ґір» на телеканалі BBC Two. 2015 року був звільнений з посади ведучого шоу через бійку з заступником продюсера.

### Річард Гаммонд
Річард Гаммонд — англійський телеведучий, найвідоміший за телепрограмами «Топ Ґір» та «Шибайголови». Обіймає посаду ведучого «Топ Ґіру» з 2002 року до сьогодні. Веде щотижневу колонку в розділі «Motoring» журналу «The Daily Mirror», яка виходить по п'ятницях. Родом з Західного Мідленду. В середині 1980-х Річард Гаммонд переїхав зі своєю родиною (мати Ейлін, батько Алан, і брати Ендрю і Ніколас) в місто Ріпон в Північному Йоркширі, де його батько відкрив пробний бізнес на ринковій площі.
- На зорі своєї кар'єри Річард Гаммонд працював на декількох радіостанціях, перед тим як прийти до поточних денних шоу про стиль життя і програмам про автомобілі на телеканалі Men & Motors.
- Ведучим «Топ Ґір» Річард Гаммонд став у 2002-му, коли шоу знайшло свій специфічний формат. Іноді співведучі цієї передачі та фанати називали його хом'яком (англ. Hamster).
- Відомий як затятий шанувальник автомобільної марки «Porsche», особливо моделі Porsche 911. Його ліворульний Porsche 911 не раз з'являвся в студії «Топ Ґіру».
- У вересні 2006 на зніманні чергового епізоду телешоу потрапив в автомобільну аварію. За сценарієм шоу Хаммонд проводив випробування на турбореактивному дрег-рейсінг автомобілі «Вампір», який теоретично здатний пересуватися зі швидкістю 311 миль/год (500 км/год). 20 вересня 2006 його автомобіль на швидкості 288 миль на годину (464 км/год) вилетів із злітно-посадової смуги, перекинувся і пролетів по газону чималу відстань. Причина аварії — передня права покришка не витримала швидкості і вибухнула.

### Джеймс Мей
Джеймс Мей народився 16 січня 1963 року в місті Бристоль. Є англійським журналістом і одним з ведучих даної телепередачі.
- Веде колонку, присвячену автомобілям в газеті «The Daily Telegraph».
- За обережний стиль водіння автомобіля, колеги по «Топ Ґіру» дали йому прізвисько «Капітан Повільний» (англ. Captain Slow). Що, однак, не завадило йому розігнати автомобіль Bugatti Veyron до його максимальної швидкості — 407 км/год, а 2010 року підняти дану планку до 417 км/год на Bugatti Veyron 16.4 Super Sport World Record Edition.[30]
- Крім того, Джеймс Мей разом з Кларксоном та ісландською командою підтримки були першими людьми, яким вдалося досягти північного полюса на спеціально обладнаному автомобілі (Toyota Hilux). За версією Кларксона, Джеймс Мей став першою людиною, який поїхав на Північний полюс, не маючи ні найменшого бажання там побувати.

## Скандали
Керівництво корпорації Бі-бі-сі повідомило, що 10 березня 2015 54-річний ведучий Джеремі Кларксон побився з помічником продюсера програми Ойсином Таймоном (Oisin Tymon), за що Кларксон на час розслідування інциденту відсторонений від ефіру.
Корпорація скасувала наступну серію програми, яка мала вийти в ефір в неділю. Ймовірно, така ж доля очікує й дві інші серії, що залишилися до кінця сезону.
У Джеремі Кларксона вже траплявся інцидент — в травні 2014 під час знімання автомобільного шоу він, згідно з заявами, використав расистську лексику. Тоді він отримав так зване «останнє попередження». За його власними словами, його попередили про звільнення, якщо він ще образливо висловиться «в будь-якому місці, в будь-який час». Трудовий контракт Кларксона мав закінчитися наприкінці березня 2015 і скандал стався саме в той час, коли ведучі програми мали вести переговори щодо подовження контракту. Більш ніж 500.000 телеглядачів — фанів Кларксона підписали онлайн-петицію з вимогою до BBC повернути його в передачу.
20 березня 2015 онлайн-петицію в підтримку Кларксона підписало понад 1 млн фанів.
25 березня 2015 Корпорація Бі-бі-сі відмовила Джеремі Кларксону в продовженні контракту.. Керівництво студії BBC-2 заявило, що програма продовжуватиме виходити і без Кларксона
Після цього генеральний директор Бі-бі-сі Тоні Голл почав отримувати електронною поштою погрози вбивством. Поліція була змушена взяти Тоні Голла з його дружиною під цілодобову охорону в його будинку в графстві Оксфордшир.